# Ateneum (Helsinki)
Ateneum – muzeum sztuki w Helsinkach, należące do Fińskiej Galerii Narodowej. 

## Historia
Muzeum otwarto w 1888 roku. Jego nazwa nawiązuje do imienia greckiej bogini mądrości Ateny. Gmach muzeum został zaprojektowany przez Theodora Höijera. Front budynku zdobią tympanon z podobizną Ateny, kariatydy strzegące wejścia oraz popiersia Fidiasza, Bramantego i Rafaela – dzieła Carla Eneasa Sjöstranda.
Kolekcja muzeum została zainicjowana kilka lat wcześniej po utworzeniu Fińskiego Towarzystwa Sztuk Pięknych w 1846 roku. Dzieła udostępniono po raz pierwszy publiczności w 1863 roku, a w 1864 rząd zaczął skupować prace dla szkoły rysunku prowadzonej przez Towarzystwo. Ponadto muzeum otrzymało wiele donacji, m.in. swoją kolekcję podarował Ateneum Herman Frithiof Antell, w którego zbiorach znajdowały się obrazy van Gogha, Gauguina, Cézanne'a i Muncha. Samo muzeum skoncentrowało się na pozyskiwaniu prac artystów fińskich.  

## Zbiory
Zbiory Ateneum obejmują prace artystów fińskich i zagranicznych. Po przejęciu muzeum przez administrację państwową w 1990 roku, kolekcja dzieł fińskich została podzielona na dwie części: kolekcję współczesną (prace powstałe po 1960 roku) wystawianą w Muzeum Sztuki Współczesnej Kiasma oraz kolekcję dzieł powstałych pomiędzy połową XVIII wieku a końcem lat 50. XX wieku udostępnianą zwiedzającym w Ateneum. W Ateneum znajdują się takie dzieła jak: tryptyk Mit Aino (1891) Gellena-Kalleli czy Ranny anioł (1903) Simberga.
Pośród prac artystów zagranicznych Ateneum wystawia obrazy van Gogha, Gauguina, Cézanne'a, Légera i Chagalla.